# AN/SPY-3
MFR (англ. Multi-Function Radar, «многофункциональный радар», общевойсковой индекс — AN/SPY-3) — трёхкоординатная РЛС X-диапазона, первый американский корабельный радар с активной ФАР.
Разрабатывался для размещения на перспективных кораблях проектов CV(X), CG(X), DD(X). Вместе c радаром VSR фирмы Lockheed интегрирован в двухдиапазонную радиолокационную систему DBR, предназначенную для эсминцев типа «Замволт» и авианосцев типа «Джеральд Форд».
Осуществляет трёхмерный обзор, сопровождение целей в процессе сканирования (TWS), распознавание целей, целеуказание системам оружия, управление оружием, программирование автопилотов зенитных ракет, подсветку целей для полуактивных головок самонаведения ракет SM-2 и ESSM. Кроме того, позволяет обнаруживать перископы подводных лодок, плавающие мины и другие мелкие объекты, используется как навигационный радар. Может осуществлять обзор и сопровождение целей в пассивном режиме, осуществлять контрбатарейные функции.
Имеет три плоские активные твердотельные фазированные решётки, расположенные по азимуту под углом около 120°, которые вместе охватывают весь диапазон азимутов от 0 до 360°.
При установке на перспективных кораблях ВМС США заменит следующие радары:
| Название            | Типы кораблей                                         | Функции                                                         |
| ------------------- | ----------------------------------------------------- | --------------------------------------------------------------- |
| AN/SPY-1            | Крейсера типа «Тикондерога», эсминцы типа «Арли Бёрк» | ПВО                                                             |
| AN/SPG-62           | Крейсера, эсминцы                                     | Радары подсветки цели                                           |
| AN/SPS-67           | Крейсера, эсминцы, авианосцы, десантные корабли       | Двухкоординатные обзорные/навигационные радары ближнего радиуса |
| AN/SPQ-9B           | Крейсера, эсминцы, десантные корабли                  | Управление артиллерийским огнём                                 |
| AN/SPN-41 AN/SPN-46 | Крейсера, эсминцы, авианосцы, десантные корабли       | Управление посадкой                                             |

AN/SPY-3 является дальнейшим развитием многофункциональных радаров AN/SPY-1 и AN/SPY-2. Первый является основным радаром БИУС «Иджис», второй обладает расширенной функциональностью для применения в системах ПРО.
В системе широко используются коммерчески доступные комплектующие, что позволяет снизить стоимость и облегчить техническое обслуживание.
Вес антенны — 2500 кг, вес подпалубного оборудования — 20 400 кг.

## История
Контракт на разработку прототипа подписан с компанией Raytheon в июне 1999 года. В 2003 году инженерная модель радара была установлена на наземной испытательной станции Уоллопс-Айленд (Wallops Island), шт. Виргиния. В 2005 году наземные испытания были успешно завершены, и радар для дальнейших корабельных испытаний был установлен на опытовом судне — бывшем эсминце DD-964 «Пол Фостер» типа «Спрюэнс».
Испытания продолжались до 2006 года.

## Установка на кораблях
Планируется оснащение и переоборудование радаром AN/SPY-3 следующих кораблей ВМС США:
Находятся в постройке
- Эскадренные миноносцы типа «Замволт»
- Авианосцы типа «Джеральд Р. Форд»

Планируются к переоборудованию
- Авианосцы типа «Нимиц» (CVN 70–77)
- Универсальные десантные корабли типа «Уосп» (LHD-8)
- Десантные транспорты-доки типа «Сан-Антонио»